# 라오스-태국 제2우의교

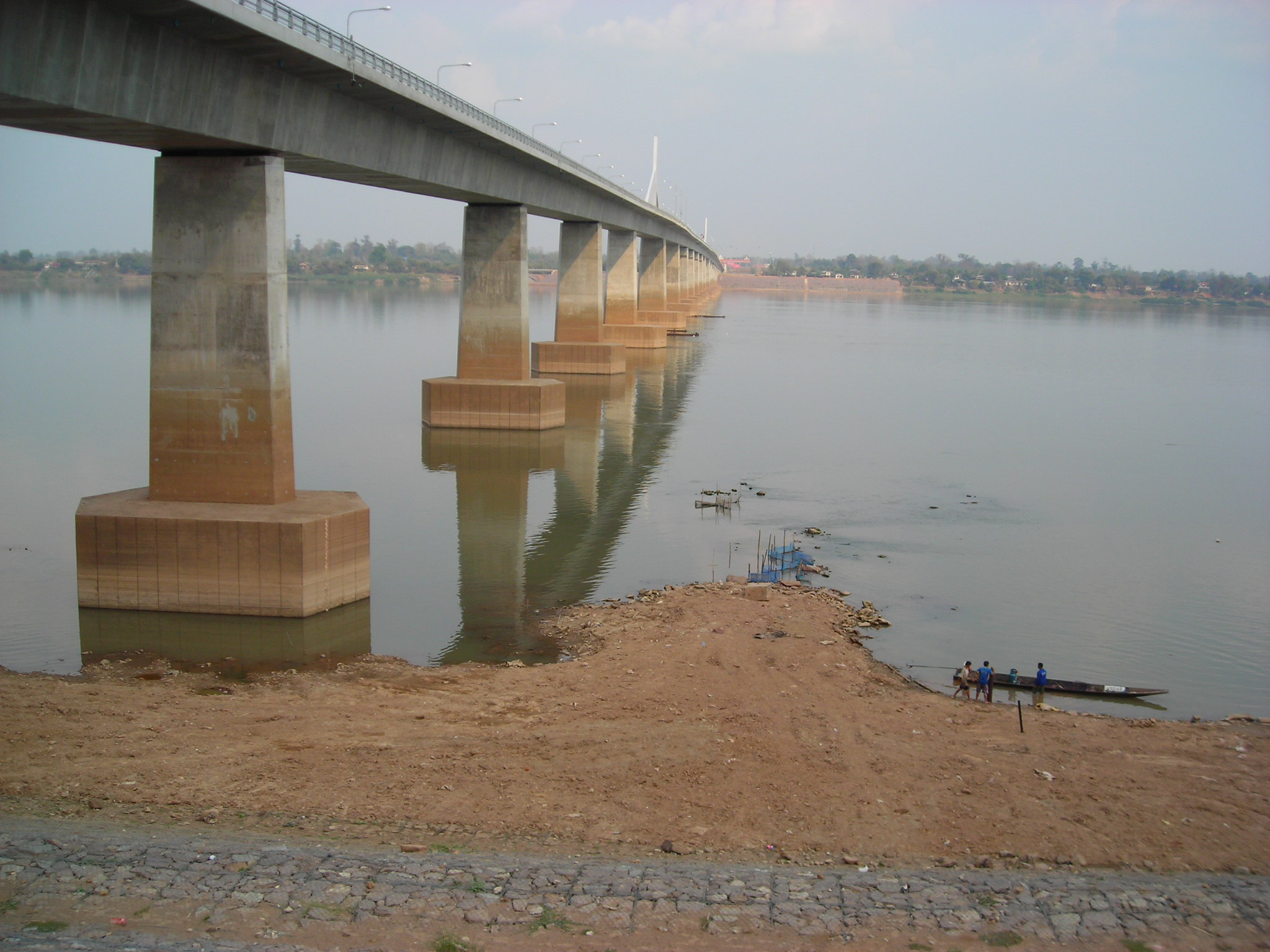
우정의 다리 2

라오스-태국 제2우의교(태국어: สะพานมิตรภาพ 2, 라오어: ຂົວມິດຕະພາບ ລາວ-ໄທ ແຫ່ງທີສອງ)는 라오스의 도시 카이손폼비한과 태국의 도시 묵다한을 연결하는 다리이다.

## 같이 보기
- 라오스-태국 제1우의교
- 라오스-태국 제3우의교
- 라오스-태국 제4우의교
- 태국의 교통